# Pedro Casella
Pedro Casella (31 de outubro de 1898 - 18 de junho de 1971) foi um futebolista uruguaio, campeão olímpico. 

## Carreira
Pedro Casella fez parte da chamada Celeste Olímpica, conquistando, entre outros títulos, o campeonato olímpico em 1924.